# Zalužje (Lepoglava)
Zalužje falu Horvátországban Varasd megyében. Közigazgatásilag Lepoglavához tartozik.

## Fekvése
Varasdtól 27 km-re nyugatra, községközpontjától 12 km-re északra, közvetlenül a szlovén határ mellett fekszik.

## Története
A falunak 1857-ben 216, 1910-ben 282 lakosa volt. A trianoni békeszerződésig Varasd vármegye Ivaneci járáshoz tartozott. 2001-ben 59 háztartása és 195 lakosa volt.

## Nevezetességei
Népi építészet.

## Külső hivatkozások
- Lepoglava város hivatalos oldala
- Lepoglava turisztikai egyesületének honlapja